# برونیسواف کاپر
برونیسواف کاپر (لهستانی: Bronisław Kaper؛  ‏ تلفظ لهستانی: [brɔˈɲiswaf]؛ ‏ ۵ فوریهٔ ۱۹۰۲ – ۲۶ آوریل ۱۹۸۳) موسیقی‌دان اهل لهستان بود.
وی همچنین برنده جوایزی همچون جایزه اسکار بهترین موسیقی فیلم شده‌است.

## گزیده فیلمشناسی
- یک روز در مسابقه (۱۹۳۷)
- چراغ گاز (۱۹۴۴)
- خانم پارکینگتون (۱۹۴۴)
- بیگانه (۱۹۴۶)
- شجاعت لسی (۱۹۴۶)
- گناهکار بزرگ (۱۹۴۹)
- راضی کردن یک خانم (۱۹۵۰)
- نشان سرخ دلیری (۱۹۵۱)
- مهمیز برهنه (۱۹۵۳)
- لی‌لی (۱۹۵۳)
- ولخرج (۱۹۵۵)
- قو (۱۹۵۶)
- کسی آن بالا مرا دوست دارد (۱۹۵۶)
- برادران کارامازوف (۱۹۵۸)
- عمه میم (۱۹۵۸)
- عمارت‌های سبز (۱۹۵۹)
- باترفیلد ۸ (۱۹۶۰)
- آدا (۱۹۶۱)
- شورش در بونتی (۱۹۶۲)
- لرد جیم (۱۹۶۵)
- توبروک (۱۹۶۷)
- مسیر غرب (۱۹۶۷)
- کنترپوان (۱۹۶۸)